# Justicia lovoiensis
Justicia lovoiensis är en akantusväxtart som beskrevs av Champl.. Justicia lovoiensis ingår i släktet Justicia och familjen akantusväxter. Inga underarter finns listade i Catalogue of Life.